# Max Nettlau
Max Heinrich Hermann Reinhardt Nettlau (Viena, Imperi d'Àustria 1865 - Amsterdam, Països Baixos 1944) fou un historiador de l'anarquisme alemany i internacional. Encara que nascut a Viena, mantingué la nacionalitat prussiana. Estudià llengua i literatura cèltica a Viena, però aviat es va interessar pel moviment anarquista internacional. El 1885 viatjà a Londres per a aprendre llengua i literatura gal·lesa i allí es va afiliar a la Lliga Socialista de William Morris fins al 1895. Viatjà per França i Suïssa, però després de la Primera Guerra Mundial va perdre gairebé tota la seva fortuna i va viure de manera precària. Del 1928 al 1936, mercè la seva amistat amb Federico Urales i Teresa Mañé, col·laborà a La Revista Blanca, on van traduir les seves biografies de Mikhail Bakunin, Elisée Reclus i Errico Malatesta. El 1935 va vendre la seva col·lecció de documents a l'Internationaal Instituut voor Sociale Geschiedenis (IISG).

## Obres
- Bibliographie de l'anarchie (1897)
- Miguel Bakunin, la Internacional y la Alianza en España (1868-73) (1925)
- La anarquía a través de los tiempos (1935)
- La première internationale en Espagne (1868-88) (1969)